# Niederkirchen (Nadrenia-Palatynat)
Niederkirchen – miejscowość i gmina w Niemczech, w kraju związkowym Nadrenia-Palatynat, w powiecie Kaiserslautern, wchodzi w skład gminy związkowej Otterbach-Otterberg. Do 30 czerwca 2014 wchodziła w skład gminy związkowej Otterberg.